# Brazilská krátkosrstá kočka
Brazilská krátkosrstá kočka je kočičí plemeno původem z Brazílie. Je to první uznané kočičí plemeno z Brazílie.

## Historie
Brazilská krátkosrstá kočka pochází z běžných pouličních koček v Brazílii. Předpokládá se, že se tyto kočkovité šelmy poprvé dostaly do Brazílie kolem roku 1500 na palubách lodí evropských námořníků. Tyto kočky byly předky dnešních čistokrevných brazilských krátkosrstých koček.
Až do 80. let 20. století brazilským pouličním kočkám nikdo nevěnoval větší pozornost, teprve až když si brazilský inženýr a chovatel koček Paulo Samuel Ruschi povšiml, že všechny tyto kočky vykazují podobnou tělesnou stavbu, rysy a povahu, začala organizovaná snaha o stanovení standardu, ustavení chovných linií a uznání nového plemene.
Brazilskou krátkosrstou kočku jako oficiální plemeno, se standardem a možností účasti na výstavách, uznává z velkých chovatelských organizací pouze World Cat Federation (WCF), kde bylo plemeno úspěšně registrováno roku 1998. Další velké chovatelské organizace Fédération Internationale Féline (FIFe), The International Cat Association (TICA) nebo Cat Fanciers' Association (CFA) toto plemeno zatím neuznávají.

## Popis
Brazilská krátkosrstá kočka je středně velká kočka. Toto plemeno se od americké krátkosrsté kočky odlišuje svým elegantním a uhlazeným vzhledem, i když kočky tohoto plemene nejsou tak štíhlé jako siamské. Délka je větší než výška. Srst je krátká a přiléhavá ke kůži; tyto kočky se vyskytují v široké škále barev a vzorů.
Brazilské krátkosrsté kočky mají výrazné oči, vzdálenost mezi očima by měla být rovna velikosti jednoho oka. Samci mají větší hlavy než samice.